# HR 7722
HR 7722 (auch 5 G. Capricorni oder Gliese 785) ist ein gelblich-oranger Hauptreihenstern der Spektralklasse K im Sternbild Steinbock. Mit einer Entfernung von etwas über 29 Lichtjahren gehört er noch zur stellaren Nachbarschaft der Sonne. Seine scheinbare Helligkeit ist ausreichend genug, um ihn mit bloßem Auge beobachten zu können. Es wird vermutet, dass HR 7722 ein veränderlicher Stern ist, doch dies ist unbestätigt. Der Stern besitzt ein Planetensystem mit zwei bekannten Exoplaneten.

## Eigenschaften
HR 7722 besitzt rund 78 % der Sonnenmasse und, abhängig von der Abschätzungsmethode, 79 % bis 85 % des Sonnenradius. Er ist älter als die Sonne, wobei die Altersabschätzungen zwischen 7,5 und 8,9 Milliarden Jahren liegen. Die Anteile anderer Elemente als Wasserstoff oder Helium und damit die Metallizität sind vergleichbar der Sonne.
Die Komponenten der Raumgeschwindigkeit für den Stern sind U = −69, V = −13 und W = −14 km/s. Er umläuft das galaktischen Zentrum mit einer Exzentrizität von 0,18 in einer Entfernung von 8,1 Kiloparsec.

## Planetensystem
Ein Planet mit etwa der Masse des Neptun wurde 2010 mit Hilfe des HIRES-Instruments am Keck-Observatorium entdeckt. Ein zweiter Planet in dem System wurde 2011 mit dem Échelle-Spektrographen HARPS der Europäischen Südsternwarte gefunden und seine Entdeckung gemeinsam mit der von HD 85512 b und den Planeten von 82 G. Eridani veröffentlicht. Die Massenbestimmung für den zweiten Planeten ist wegen der nicht vollständigen Abdeckung des Umlaufs durch die Messungen unsicher. Beide Planeten könnten in ihrer Zusammensetzung Neptun ähneln. Sie umkreisen den Stern entlang der inneren und äußeren Begrenzungen der habitablen Zone.
| Planet (nach Entfernung vom Stern) | Entdeckung (Jahr) | Masse (in M⊕) | Umlaufzeit (in Tagen) | Große Halbachse (in AE) | Bahnneigung (in {\displaystyle \mathrm {^{\circ }} }) | Exzentrizität |
| ---------------------------------- | ----------------- | ------------- | --------------------- | ----------------------- | ----------------------------------------------------- | ------------- |
| HR 7722 b                          | 2010              | 16,9 ± 0,9    | 74,72 ± 0,10          | 0,320 ± 0,005           | 90                                                    | 0,13 ± 0,04   |
| HR 7722 c                          | 2011              | 24 ± 5        | 525,8 ± 9,2           | 1,180 ± 0,025           | 90                                                    | 0,32 ± 0,11   |